# 6 Feet Deep
6 Feet Deep è l'album di debutto del gruppo musicale horrorcore hip hop conosciuto col nome di Gravediggaz, pubblicato il 9 agosto 1994 con etichetta Gee Street Records.
Questo CD si può considerare un classico dell'horrorcore: basi taglienti, cupo humor, violenza, macabre ironie e riferimenti esoterici lo rendono tale.

## Informazioni sull'album
Originariamente il titolo dell'album era Niggamortis, in seguito cambiato per avere un approccio migliore con gli ascoltatori americani. La versione europea contiene una traccia bonus Pass the Shovel.
Nella canzone Constant Elevation, RZA finisce la canzone dicendo "Positive Energy Activates Constant Elevation" (Energie Positive Attivate con Costante Elevazione), la frase in verità è un acronimo inverso di P.E.A.C.E., ovvero pace. Nella stessa canzone, Prince Paul (produttore di quasi tutto l'album) per produrre la base, prende spunto dalla canzone Let Go My Eggo di Biz Markie.
Lo skit 360 Question si riferisce a Tommy Boy Records, label che ha segnato l'inizio carriera di ognuno dei membri del gruppo. Le prime coppie di frasi che Poetic pronuncia nella canzone Here Comes the Gravediggaz (You don't tug on Superman's cape/You don't spit into the wind/You don't pull the mask off that old Lone Ranger), provengono da You Don't Mess Around with Jim, canzone di Jim Croce.

## Tracce
1. "Just When You Thought It Was Over (Intro)" - 0:10
2. "Constant Elevation" - 2:30
3. "Nowhere to Run, Nowhere to Hide" - 3:55
4. "Defective Trip (Trippin')" - 5:04
5. "2 Cups of Blood" - 1:24
6. "Blood Brothers" - 4:47
7. "360 Questions" - 0:33
8. "1-800-Suicide" - 4:18
9. "Pass the Shovel" - 3:36
10. "Diary of a Madman" - 4:34
11. "Mommy, What's a Gravedigga?" - 1:44
12. "Bang Your Head" - 3:24
13. "Here Comes the Gravediggaz" - 3:44
14. "Graveyard Chamber - 4:57
15. "Death Trap" - 4:36
16. "6 Feet Deep" - 4:36
17. "Rest in Peace (Outro)" - 2:01

## Collaborazioni
- Kurious - "Nowhere to Run, Nowhere to Hide"
- MC Serch - "Defective Trip (Trippin')"
- Biz Markie - "Defective Trip (Trippin')"
- Killah Priest - "Graveyard Chamber", "Diary of a Madman"
- Scientific Shabazz - "Graveyard Chamber", "Diary of a Madman"
- Dreddy Kruger - "Graveyard Chamber"
- Masta Ace - "Death Trap"